# Benjamin Lecomte
Benjamin Pascal Lecomte, född 26 april 1991, är en fransk fotbollsmålvakt som spelar för Montpellier.

## Karriär
I juni 2017 värvades Lecomte av Montpellier, där han skrev på ett fyraårskontrakt. Lecomte spelade samtliga 38 matcher i Ligue 1 2017/2018.
Den 15 juli 2019 värvades Lecomte av Monaco, där han skrev på ett femårskontrakt. Den 19 augusti 2021 lånades Lecomte ut till spanska Atlético Madrid på ett säsongslån. Den 13 juli 2022 lånades Lecomte ut till spanska Espanyol på ett säsongslån.
Den 26 januari 2023 blev Lecomte klar för en återkomst i Montpellier.